# Ignatas Konovalovas
Ignatas Konovalovas (Panevėžys, 8 december 1985) is een Litouws voormalig wielrenner.

## Carrière
Konovalovas deed in 2006 mee aan het wereldkampioenschap wielrennen in Salzburg. Hij behaalde daar een twaalfde plek in de tijdrit bij de beloften. Eerder dat jaar had hij de nationale tijdrittitel al gepakt. In 2007 werd hij tweede op het nationale kampioenschap van Litouwen voor beloften. Hij reed voor Crédit Agricole, maar toen deze ploeg werd opgeheven verkaste hij naar Cervélo TestTeam.
In 2009 won Konovalovas de slotetappe van de Ronde van Italië, een tijdrit van 14,4 kilometer in Rome. In 2011 en 2012 reed hij voor het Spaanse Team Movistar. In 2013 en 2014 reed hij voor de Zuid-Afrikaanse ploeg MTN-Qhubeka.
In 2016 nam Konovalovas deel aan de wegwedstrijd op de Olympische Spelen in Rio de Janeiro, maar finishte buiten de tijdslimiet. Hetzelfde overkwam hem in de Ronde van Frankrijk van 2017, toen hij in de negende etappe buiten tijd aankwam in Chambéry. Dit keer overkwam hem dat doordat hij verplicht werd om bij zijn kopman Arnaud Démare te blijven.

## Overwinningen
2006
1e etappe Ronde van de Isard
Eindklassement Ronde van de Isard
 Litouws kampioen tijdrijden, Elite
2007
3e etappe Ronde van de Isard
2008
2e etappe Ronde van Luxemburg
 Litouws kampioen tijdrijden, Elite
2009
Giro del Mendrisiotto
21e etappe Ronde van Italië (individuele tijdrit)
 Litouws kampioen tijdrijden, Elite
2010
 Litouws kampioen tijdrijden, Elite
2013
 Litouws kampioen tijdrijden, Elite
2015
Bergklassement Ronde van de Haut-Var
3e etappe Circuit des Ardennes (ploegentijdrit)
Eindklassement Vierdaagse van Duinkerken
2016
1e etappe La Méditerranéenne (ploegentijdrit)
 Litouws kampioen tijdrijden, Elite
2017
5e etappe Vierdaagse van Duinkerke
 Litouws kampioen tijdrijden, Elite
 Litouws kampioen op de weg, Elite
2021
 Litouws kampioen op de weg, Elite

## Resultaten in voornaamste wedstrijden
| Jaar | Ronde van Italië | Ronde van Frankrijk | Ronde van Spanje |
| ---- | ---------------- | ------------------- | ---------------- |
| 2008 |                  |                     |                  |
| 2009 | 90e (1)          |                     | opgave           |
| 2010 | 106e             | 126e                |                  |
| 2011 | 101e             |                     | opgave           |
| 2012 |                  |                     |                  |
| 2013 |                  |                     |                  |
| 2014 |                  |                     |                  |
| 2015 |                  |                     |                  |
| 2016 | 134e             |                     |                  |
| 2017 |                  | buiten tijd         |                  |
| 2018 |                  |                     |                  |
| 2019 | opgave           |                     |                  |
| 2020 | 124e             |                     |                  |
| 2021 |                  | opgave              |                  |
| 2022 | 115e             |                     |                  |
| 2023 | 105e             |                     |                  |

| Jaar | Milaan-San Remo | Gent-Wevelgem | Ronde van Vlaanderen | Parijs-Roubaix | Amstel Gold Race | Luik-Bast.‑Luik | Ronde van Lombardije | E3 Harelbeke |  | WK op de weg |  | Wereldranglijsten |
| ---- | --------------- | ------------- | -------------------- | -------------- | ---------------- | --------------- | -------------------- | ------------ |  | ------------ |  | ----------------- |
| 2008 |                 |               |                      |                | 90e              |                 |                      |              |  | opgave       |  |                   |
| 2009 |                 |               |                      |                |                  |                 |                      |              |  | 30e          |  | 142e (UWK)        |
| 2010 |                 |               |                      |                |                  | 86e             |                      |              |  | 89e          |  | 223e (UWK)        |
| 2011 | 45e             | 134e          | 105e                 | opgave         | 111e             | opgave          |                      |              |  | 67e          |  |                   |
| 2012 |                 | opgave        | opgave               | 22e            |                  |                 |                      | 87e          |  | opgave       |  |                   |
| 2013 |                 |               |                      |                |                  |                 | opgave               |              |  | 22e          |  |                   |
| 2014 | opgave          | 103e          | 29e                  |                |                  | opgave          |                      | 18e          |  | opgave       |  |                   |
| 2015 |                 |               |                      |                |                  |                 |                      |              |  |              |  |                   |
| 2016 | 68e             | opgave        | 110e                 | opgave         |                  |                 |                      | 101e         |  |              |  |                   |
| 2017 | 129e            | opgave        | opgave               | opgave         |                  |                 |                      | 18e          |  | 102e         |  | 287e (UWT)        |
| 2018 | 71e             | 85e           | 79e                  | 66e            |                  |                 |                      | opgave       |  | opgave       |  |                   |
| 2019 | 122e            | opgave        | opgave               | 81e            |                  |                 |                      | opgave       |  |              |  |                   |
| 2020 |                 |               |                      |                |                  |                 |                      |              |  |              |  |                   |
| 2021 | 66e             |               |                      |                |                  |                 |                      |              |  |              |  |                   |
| 2022 | opgave          |               |                      |                |                  |                 |                      |              |  |              |  |                   |
| 2023 | 116e            |               |                      |                |                  |                 |                      |              |  |              |  |                   |

## Ploegen
- 2007 –  Crédit Agricole (stagiair vanaf 1-8)
- 2008 –  Crédit Agricole
- 2009 –  Cervélo Test Team
- 2010 –  Cervélo Test Team
- 2011 –  Movistar Team
- 2012 –  Movistar Team
- 2013 –  MTN-Qhubeka
- 2014 –  MTN-Qhubeka
- 2015 –  Team Marseille 13 KTM
- 2016 –  FDJ
- 2017 –  FDJ
- 2018 –  Groupama-FDJ
- 2019 –  Groupama-FDJ
- 2020 –  Groupama-FDJ
- 2021 –  Groupama-FDJ
- 2022 –  Groupama-FDJ
- 2023 –  Groupama-FDJ
- 2024 –  Groupama-FDJ

Wielerploegen van Ignatas Konovalovas
Bellotti ·
Bodrogi ·
Bonnet ·
Botsjarov ·
Caucchioli ·
Charteau ·
Dean ·
Edaleine ·
Engoulvent ·
Fofonov ·
Furlan ·
Halgand ·
Hinault ·
Hivert ·
Hushovd ·
Kaggestad ·
Kern ·
Laurent ·
Le Mével ·
Lemoine ·
Marino ·
Pauriol ·
Poilvet ·
Raisin ·
Renshaw ·
Roche ·
Rolland ·
Talabardon ·
Bagot (stagiair) ·
Fournet-Fayard (stagiair) ·
Konovalovas (stagiair) 
Berthou ·
Bodrogi ·
Bonnet ·
Botsjarov ·
Caucchioli ·
Engoulvent ·
Fofonov (tot 31/07) ·
Furlan ·
Gerrans ·
Halgand ·
Hinault ·
Hivert ·
Hunt ·
Hushovd ·
Konovalovas ·
Kern ·
Le Mével ·
Lemoine ·
Marino ·
Méderel ·
Pauriol ·
Raisin ·
Rasch ·
Renshaw ·
Roche ·
Rolland ·
Simon ·
Talabardon ·
Bessy (stagiair) ·
Chopin (stagiair) ·
Šiškevičius (stagiair) 
Cuesta · Deignan · Fleeman · Florencio · Gerrans · Gómez Marchante · Hammond · Haussler · Hoestov · Hunt · Hushovd · King · Klier · Konovalovas · Lancaster · Lloyd · Novoa · Pauwels · Pujol · Rasch · Reimer · Rollin · Roulston · Sastre · Wyss · Appollonio (stagiair)
Appollonio · Bos · Cuesta · Correia · Deignan · Denifl · Florencio · Hammond · Haussler · Hoestov · Hunt · Hushovd  · King · Klier · Konovalovas · Lancaster · Lloyd · Novoa · Pujol · Rasch · Reimer · Rollin · Sastre · Tondó · Wyss · Teklehaimanot (stagiair) · Wetterhall (stagiair)
Amador · 
Arroyo · 
Bruseghin ·  
Costa · 
Erviti · 
García · 
Gutiérrez · 
Herrada ·  
Intxausti · 
Iriarte · 
Kiryjenka · 
Konovalovas ·
Lastras · 
López · 
Madrazo · 
Oyarzún · 
Pardilla · 
Pasamontes · 
Pérez ·
Plaza · 
Rojas · 
Samojlaw · 
Sanz · 
Soler · 
Tondó (tot 23/05) ·  
Ventoso
Amador · 
Arroyo · 
Bruseghin · 
Castroviejo ·
Cobo · 
Costa · 
Erviti · 
Gutiérrez · 
Jesús Herrada ·  
José Herrada ·
Intxausti · 
Iriarte · 
Karpets · 
Kiryjenka · 
Konovalovas ·
Lastras · 
López · 
Madrazo · 
Moreno · 
Pardilla · 
Plaza · 
Quintana · 
Rojas · 
Samojlaw · 
Sanz · 
Valverde · 
Ventoso ·
Visconti · 
Angarita (stagiair)
Ciolek · Debesay · Grmay · Janse van Rensburg · Jim · Konovalovas · Meintjes · Niyonshuti · Pardilla · Potgieter · Reguigui · Reimer · Russom · Sbaragli · Stauff · Tewelde · Thomson · van Niekerk · Venter · Wesemann · van Zyl
Augustyn · Ciolek · Debesay · Dougall · Gerdemann · Grmay · Janse van Rensburg · Jim · Konovalovas · Kudus · Meintjes · Niyonshuti · Pardilla · Potgieter · Reguigui · Reimer · Russom · Sbaragli · Stauff · Teklehaimanot · Tewelde · Thomson · van Niekerk · Venter · Wesemann · van Zyl · Hník (stagiair)
Blain · Di Grégorio · El Fares · Giraud · Konovalovas · Loubet · Paillot · Penven · Saint-Martin · Šiškevičius · Tarride · Laas (stagiair) · Vérardo (stagiair)
Bonnet · Chavanel · Courteille · Delage · Démare · Eiking · Elissonde · Fischer · Fournier · Geniez · Hoelgaard · Konovalovas · Ladagnous · Le Bon · Le Gac · Lecuisinier · Maison · Manzin · Morabito · Offredo · Pichon · Pineau · Pinot · Reichenbach · Reza · Roux · Roy · Sarreau · Vaugrenard · Vichot · Doubey (stagiair) · Gaudu (stagiair) · Vincent (stagiair)
Bonnet · Cimolai · Courteille · Delage · Démare · Eiking · Fournier · Gaudu · Guarnieri · Hoelgaard · Konovalovas · Ladagnous · Le Bon · Le Gac · Ludvigsson · Maison · Manzin · Molard · Morabito · Pineau · Pinot · Reichenbach · Reza · Roux · Roy · Sarreau · Vaugrenard · Vichot · Vincent · Armirail (stagiair) · Madouas (stagiair) · Seigle (stagiair)
Armirail · Bonnet · Cimolai · Delage · Démare · Duchesne · Gaudu · Guarnieri · Hoelgaard · Konovalovas · Ladagnous · Le Gac · Ludvigsson · Madouas · Molard · Morabito · Pinot · Preidler · Reichenbach · Roux · Roy · Sarreau · Seigle · Sinkeldam · Thomas · Vaugrenard · Vichot · Vincent
Armirail · Bonnet · Delage · Démare · Duchesne · Frankiny · Gaudu · Geniets · Guarnieri · Hoelgaard · Konovalovas · Küng · Ladagnous · Le Gac · Ludvigsson · Madouas · Molard · Morabito · Pinot · Preidler · Reichenbach · Roux · Sarreau · Scotson · Seigle · Sinkeldam · Thomas · Vaugrenard · Vincent · Brunel (stagiair) · Jerman (stagiair) · Louvel (stagiair)
Armirail · Bonnet · Brunel · Delage · Démare · Duchesne · Frankiny · Gaudu · Geniets · Guarnieri · Gugliemi · Konovalovas · Küng   · Ladagnous · Le Gac · Lienhard · Ludvigsson · Madouas · Molard · Pinot · Reichenbach · Roux · Sarreau · Scotson · Seigle · Sinkeldam · Thomas · Vincent · Davy (stagiair) · Stewart (stagiair)
Armirail · Badilatti · van den Berg · Bonnet · Brunel · Davy · Delage · Démare · Duchesne · Gaudu · Geniets · Guarnieri · Gugliemi · Konovalovas · Küng     · Ladagnous · Le Gac · Lienhard · Ludvigsson · Madouas · Molard · Pinot · Reichenbach · Roux · Scotson · Seigle · Sinkeldam · Stewart · Thomas · Valter
Armirail · Askey · Badilatti · Davy · Démare · Duchesne · Gaudu · Geniets · Guarnieri · Konovalovas · Küng   · Ladagnous · Le Gac · Lienhard · Ludvigsson · Madouas · Molard · Pacher · Penhoët (vanaf 1/8) · Pinot · Reichenbach · Roux · Scotson · Sinkeldam · Stewart · Storer · Valter · van den Berg · Welten
Armirail · Askey · Davy · Démare (tot 31/7) · Gaudu · Geniets · Germani · Grégoire · Konovalovas · Küng · Ladagnous · Le Gac · Lienhard · Madouas · Martinez · Molard · Pacher · Paleni · Penhoët · Pinot · Pithie · Scotson · Stewart · Storer · Thompson · van den Berg · Watson · Welten
Askey · Barthe · Bystrøm · Davy · Gaudu · Geniets · Germani · Grégoire · Gruel (vanaf 1/3) · Konovalovas · Küng · Le Gac · Le Huitouze · Lienhard · Madouas · Martinez · Molard · Pacher · Paleni · Penhoët · Pithie · Rochas · Russo · Sarreau · Thompson · van den Berg · Walls · Watson